# Czesław Spychała
Czesław Spychała (ur. 1 stycznia 1917 w Poznaniu, zm. 25 grudnia 1994 w Londynie) – polski tenisista.

## Życiorys
Urodził się 1 stycznia 1917 w Poznaniu. W wieku 16 lat zdobył dwukrotnie tytuł mistrza Polski juniorów w singlu.
W 1938 podczas swojego jedynego występu na Roland Garros, pokonał Francuza Yvona Petrę. W tym samym roku zadebiutował w reprezentacji Polski w Pucharze Davisa, gdzie zdobył decydujący punkt w meczu z Czechosłowacją, przyczyniając się do zwycięstwa Polski w Pucharze Europy Środkowej. Podczas II wojny światowejzostał zmobilizowany na front, został wzięty do niewoli przez Armię Czerwoną, z której zdołał uciec. W Warszawie wstapił do Armii Krajowej pod fałszywym nazwiskiem „Marian Tworowski”. Jako st. strzelec „Żyłka” brał udział w Powstaniu Warszawskim. Podczas powstania został ranny i wzięty do niewoli, w której przebywał prawie do końca wojny. Po wyzwoleniu zaciągnął się do Armii genrała Władysława Andersa. Za swoją odwagę został odznaczony Krzyżem Zasługi przez Rząd RP na Wychodźstwie.
Po II wojnie światowej nie wrócił do Polski i kontynuował karierę tenisową w Wielkiej Brytanii. W 1946 roku zadebiutował na kortach Wimbledonu, gdzie osiągnął finał rozgrywek pocieszenia. Występował na Wimbledonie do 1959 roku, wygrał łącznie ponad 20 meczów w singlu, deblu i mikście. Zdobywał tytuły mistrza Walii oraz wiele innych turniejów w Wielkiej Brytanii.
Po zakończeniu kariery tenisowej, udzielał się w londyńskim środowisku tenisowym, wspierając młodych polskich tenisistów przyjeżdżających na Wimbledon. W 1971 otrzymał nagrodę brytyjskiego stowarzyszenia dziennikarzy piszących o tenisie.
Zmarł 25 grudnia 1994 roku w Londynie.